# Maprotilin
A maprotilin (INN: maprotiline) tetraciklikus antidepresszívum. Nem-szelektív monoamin újrafelvétel gátló, amely a triciklikus antidepresszívumok számos alapvető terápiás hatásával rendelkezik.
A VIII. Magyar Gyógyszerkönyvben Maprotilini hydrochloridum    néven hivatalos.  

## Hatása
A maprotilin szerkezetében és farmakológiai hatásaiban eltér a triciklikus antidepresszívumoktól. Erősen és szelektíven gátolja a noradrenalin újrafelvételt a központi idegrendszer agykérgi régiójának preszinaptikus neuronjaiban, de a szerotonin-újrafelvételt alig befolyásolja.
A maprotilin gyengén-mérsékelten kötődik a centrális α1-adrenoceptorokhoz. Kifejezett gátló hatása van a hisztamin H1-receptorokon és mérsékelten antikolinerg hatású.
A tartós kezelés alatt a neuroendokrin rendszer (növekedési hormon, melatonin, endorfinerg rendszer) és/vagy a neurotranszmitterek (noradrenalin, szerotonin, GABA) funkcionális reakcióképességében bekövetkező változások valószínűleg szintén szerepet játszanak a hatásmechanizmusában.

## Fordítás
- Ez a szócikk részben vagy egészben  a   Maprotiline című angol Wikipédia-szócikk fordításán alapul.  Az eredeti cikk szerkesztőit annak laptörténete sorolja fel. Ez a jelzés csupán a megfogalmazás eredetét és a szerzői jogokat jelzi, nem szolgál a cikkben szereplő információk forrásmegjelöléseként.